# Benjamin Østvold
Benjamin Østvold (13 gennaio 2001) è un saltatore con gli sci norvegese.

## Biografia
Attivo dal luglio del 2017, in Coppa del Mondo Østvold ha esordito il 26 marzo 2021 a Planica (62º) e ha conquistato il primo podio il 23 marzo 2024 nella medesima località (3º); non ha preso parte a rassegne olimpiche o iridate.

## Palmarès

### Coppa del Mondo
- Miglior piazzamento in classifica generale: 26º nel 2024
- 2 podi (a squadre):
  - 2 terzi posti